# 平蠻頌
平蛮颂是唐朝人韩云卿寫的一篇歌頌唐朝镇压壮族农民反唐起事、安抚当地百姓的文章。該文刻在碑石上，並且樹立在現今广西桂林市的铁封山。碑文由唐朝翰林待诏韩秀实書寫，国子监丞李阳冰篆刻。

## 內容
該文具體记述的是壮族首领潘长安率领今广西左江、右江一带壮族人民發動的反唐武裝暴動，反唐武裝占据岭南部分地区，朝廷於776年派桂州刺史兼御史中丞李昌巙前往镇压，俘虏20余万，并给他們耕牛讓他們种粮等情况。